# توماس سیمسون پرت
توماس سیمسون پرت (انگلیسی: Thomas Simson Pratt؛ ۱۷۹۷ – ۲ فوریه ۱۸۷۹) فرد نظامی اهل پادشاهی متحد بریتانیای کبیر و ایرلند بود. وی همچنین برندهٔ جوایزی همچون نشان حمام شده‌است.